# Калігіваї (Гаваї)
Калігіваї (англ. Kalihiwai) — переписна місцевість (CDP) в США, в окрузі Кауаї штату Гаваї. Населення — 361 особа (2020).

## Географія
Калігіваї розташоване за координатами 22°13′3″ пн. ш. 159°26′57″ зх. д. / 22.21750° пн. ш. 159.44917° зх. д. (22.217581, -159.449169).  За даними Бюро перепису населення США в 2010 році переписна місцевість мала площу 7,19 км², з яких 6,87 км² — суходіл та 0,32 км² — водойми.

## Демографія
Згідно з переписом 2010 року, у переписній місцевості мешкало 428 осіб у 156 домогосподарствах у складі 102 родин. Густота населення становила 59 осіб/км².  Було 229 помешкань (32/км²).
Расовий склад населення:
| - 67,8 % — білих - 8,6 % — вихідців з тихоокеанських островів - 4,0 % — азіатів - 0,9 % — чорних або афроамериканців |

До двох чи більше рас належало 18,2 %. Частка іспаномовних становила 6,5 % від усіх жителів.
За віковим діапазоном населення розподілялося таким чином: 15,7 % — особи молодші 18 років, 71,4 % — особи у віці 18—64 років, 12,9 % — особи у віці 65 років та старші. Медіана віку мешканця становила 44,7 року. На 100 осіб жіночої статі у переписній місцевості припадало 127,7 чоловіків;  на 100 жінок у віці від 18 років та старших — 118,8 чоловіків також старших 18 років.
Середній дохід на одне домашнє господарство  становив 106 237 доларів США (медіана — 61 429), а середній дохід на одну сім'ю — 121 467 доларів (медіана — 91 250). За межею бідності перебувало 9,2 % осіб, у тому числі 0,0 % дітей у віці до 18 років та 16,2 % осіб у віці 65 років та старших.
Цивільне працевлаштоване населення становило 134 особи. Основні галузі зайнятості: освіта, охорона здоров'я та соціальна допомога — 22,4 %, науковці, спеціалісти, менеджери — 14,9 %, фінанси, страхування та нерухомість — 14,2 %.